# Домна Станка
Домна Станка  (на румънски: Doamna Stanca) е влашка княгиня, съпруга на княз Михай Витязул.

## Живот
Майката на Станка е Някша, станала монахиня под името Мария. За баща ѝ има две хипотези – той е или боляринът Димитру на висша длъжност като дипломат или е жупан Стан, наследник на земи във Вълча. Станка има брат Драгомир, бъдещ велик болярин при управлението на Матей I Басараб. Освен това тя е племенница на бана на Крайова Добромир Кречулеску (1568 – 1581).
Домна Станка се омъжва за Михай Витязул през 1583 или 1584 г. в църквата във Вълча според традицията. Чрез брака си с нея Михай Витязул влиза в кръга на висшите боляри на Влашко.
През 1600 г. след разгрома на съпруга ѝ в битката при Миреслеу съгласно мирното споразумение с Джорджо Баста Михай Витязул изпраща Домна Станка заедно с децата им като заложници във Фъгъраш. След убийството на Михай през август 1601 г. Станка е третирана в замъка като прислужница.
Станка умира в края на 1603 г. от чума.

## Потомство
Станка и Михай Витязул имат син Николай I Петрешку. Има съмнения и дали Флорика е нейна дъщеря или е дъщеря на Михай от негова любовница. Известно е, че Михай поддържа любовни връзки с няколко други жени, които не крие – напр. с Тудора от градчето Таргшор в Прахова, която му ражда дъщеря Марула и с болярката Велица, омъжена за фаворита на трансилванския княз Сигизмунд Батори – италианския благородник Фабио Дженга, която е официална метреса на Михай между 1595 и 1601 г.

## Памет
През 1938 г. е издигнат бюст на Домна Станка пред крепостта на Фъгъраш, на постамента на който има и възпоменание за униженията, изтърпени от нея в тази цитадела.